# Peire Lunel de Montech
Peire Lunel de Montech, o Cavalier Lunel de Montech o Monteg (segle xiv), fou un jurista, polític i escriptor de Tolosa (fl. 1326-1384). El seu nom indica el seu estatus social de cavaller de Montuèg.
De jove havia estat trobador. De la seva obra poètica ens ha arribat una cançó (289.2), una cançó de croada, un sirventès, un ensenhamen i unes quantes cobles estenses de rerefons moral. La cançó de la croada de Lunel, Mal veg trop apparelhar (289.1), data del 1326 i és una crítica al rei Carles IV, que havia fet la promesa d'organitzar una croada, promesa que després no va complir. L'altra obra datable de Lunel, el sirventès Meravilhar no·s devo pas las gens (289.1a), va ser escrita el 1348 en ple apogeu de la devastació provocada per la pesta negra.
El 1326, Lunel va compondre el darrer ensenhamen occità (en forma d'arlabbeca) anomenat Ensenhamen del guarso ("educació per a nens"), seguint el model de l'Ensenhamen de l'escudier d'Amanieu de Sescars. El guarso per al qual es compon aquesta obra és un aspirant a poeta que busca consells sobre com compondre. Els consells de Lunel són una font important per a comprendre la concepció dels trobadors en el gènere de l'ensenhamen.
Lunel apareix el 1355 com a doctor en leys (doctor en dret) al registre dels membres del Consistori de Tolosa, el primer any del qual en tenim registres. El 1384 Lunel va exercir la funció d'oficial municipal a Montauban.